# Sis Dies Internacionals d'Enduro 1985
L'edició de 1985 dels Sis Dies Internacionals d'Enduro (ISDE) fou la 60a d'aquesta prova, organitzada per la FIM. L'esdeveniment, anomenat oficialment 1985 International Six Days Enduro i conegut també com a Sis Dies de la Cerdanya, tingué lloc a Catalunya del 30 de setembre al 5 d'octubre, amb centre neuràlgic a Alp, Baixa Cerdanya. Durant els sis dies, pilots de més de 22 països competiren per camins forestals de la Baixa Cerdanya i la comarca veïna del Ripollès al llarg d'un recorregut diari de prop de 270 km, aconseguint acabar la prova 251 participants dels vora 400 que la començaren. Fou la primera i, fins a l'actualitat, l'única vegada que aquesta prova se celebrà a Catalunya; coincidint amb aquest fet, els dos equips estatals presentats per Espanya (formats gairebé íntegrament per catalans) aconseguiren sengles subcampionats del món, el millor resultat de la història d'aquesta selecció fins aleshores.
El guanyador absolut dels Sis Dies de la Cerdanya fou l'occità Gilles Lalay (mort el 1992 al Ral·li Dakar), qui hi participava amb una Honda 250 CR de forma totalment privada, mentre que els equips nacionals vencedors varen ser Suècia (Trofeu FIM) i la RDA (Trofeu Júnior). Per part catalana, l'actuació més destacada fou la de Francesc Rubio, subcampió amb la Rieju en 80cc després de presentar una dura oposició als dominadors mundials de la categoria, els italians Pierfranco Muraglia i Stefano Passeri.

## Organització

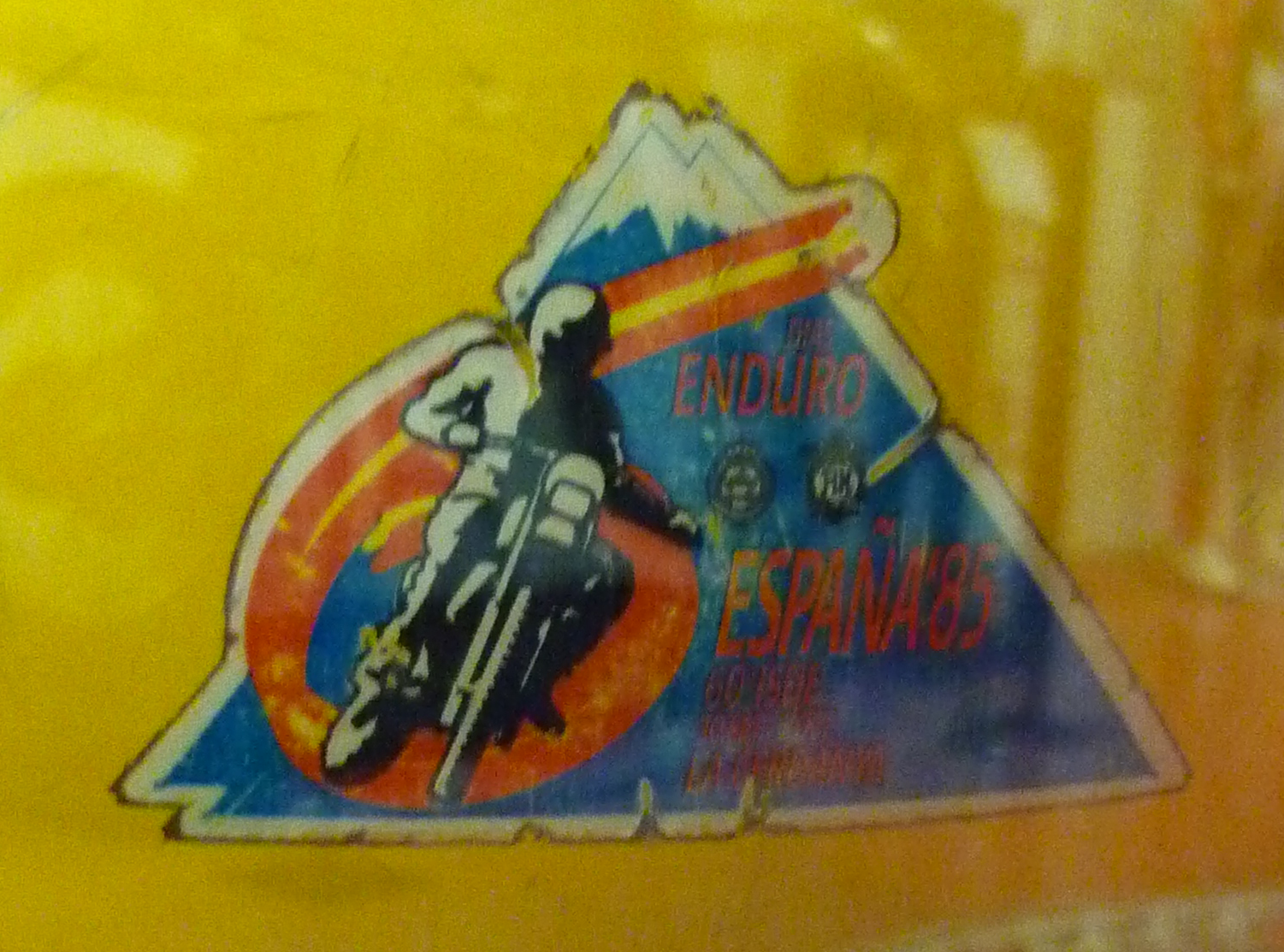
Adhesiu amb el logotip oficial dels ISDE de 1985

La federació estatal de motociclisme (RFME, Real Federación Motociclista Española), entitat responsable de l'esdeveniment, en designà com a organitzador el Reial Moto Club de Catalunya (RMCC). Feia poc que el president de la Federació Catalana de Motociclisme (FCM), Toni López, havia estat nomenat president de la RFME i, segons declarà, en prendre el relleu de l'anterior directiva «pensava que tot estava encarrilat» però s'adonà que pràcticament tota la feina estava per fer. Amb la idea de «donar mostra de la capacitat organitzativa de Catalunya», López aconseguí la col·laboració de la Generalitat de Catalunya i de tota mena d'entitats de la Cerdanya, entre les quals el Consell Comarcal de Muntanya de La Cerdanya-Alp i l'Ajuntament d'Alp, a banda d'altres organismes oficials. Al mateix temps, La Caixa hi participà com a principal patrocinador i TV3 es comprometé a donar-hi àmplia cobertura informativa, amb reportatges diaris.
Els treballs previs d'organització de la prova varen ser laboriosos, especialment pel que fa al seu vessant ecològic. Per tal de minimitzar-ne l'impacte ambiental, López i el seu equip establiren uns itineraris que no alteressin l'ecologia de la zona, recuperant al mateix temps diverses sendes, camins rals i tallafocs que estaven notablement malmesos, per tal de possibilitar-ne un futur aprofitament. En aquest sentit, un equip de motoristes participà en la repoblació d'una zona de bosc cremada al Pont de Vilomara, a iniciativa de la RFME i la Direcció General de Medi Ambient de la Generalitat. El batlle d'Alp i els representants de la Generalitat destacaren la importància que haurien de tenir els ISDE de 1985 per al desenvolupament econòmic de la Cerdanya. En paraules seves, «quan a la primavera es retirin les neus, no es notarà que han passat les motos, però en canvi la Cerdanya serà molt més coneguda».
El RMCC comptava amb més de 800 persones que havien de tenir cura dels detalls organitzatius durant la celebració de l'esdeveniment, essent designat director de cursa Estanis Soler (l'actual propietari del Museu de la Moto de Bassella i del de Barcelona). S'habilità com a parc tancat per a les motos dels participants -i quarter general de la cursa- el camp de futbol d'Alp, mentre que el lloc de sortida dels corredors se situà a La Molina (per aquest motiu, els ISDE d'Alp han estat documentats sovint com als ISDE de La Molina).
Els centenars d'equips participants i acompanyants que assistiren a l'esdeveniment anaren arribant a la zona esglaonadament i el 25 de setembre bona part d'ells ja eren a Alp, preparant la imminent inauguració de la prova.

## Reglament

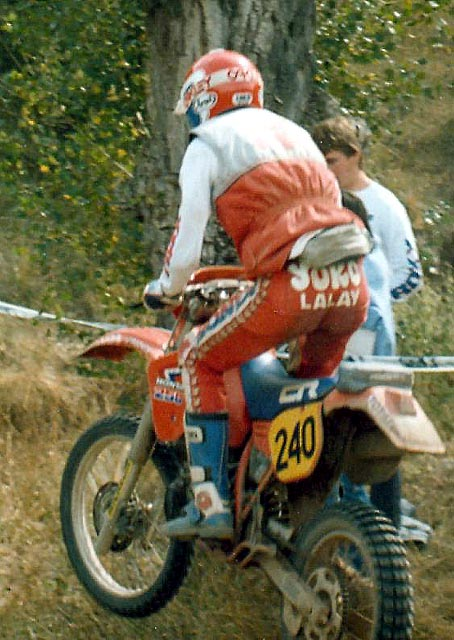
Gilles Lalay, guanyador absolut de la prova, amb l'Honda CR 250 durant els ISDE de 1985

Considerats com a l'"Olimpíada de la Motocicleta" i amb la primera edició celebrada el 1913, els ISDE són la competició de motociclisme més antiga de les incloses en els annals de la FIM. El màxim guardó de la prova és el Trofeu FIM (Trophy), que té el valor d'un autèntic campionat del món i per al qual s'enfronten equips estatals de sis pilots cadascun, guanyant l'equip que acaba amb menys punts. El segon guardó en importància és el Vas de plata (Silver Vase), classificació similar al Trofeu però per a equips de quatre pilots (d'ençà de l'edició de 1985, el Vas passà a denominar-se oficialment "Trofeu Júnior" i es reservà a pilots menors de 23 anys). Simultàniament, s'estableixen classificacions de clubs (per a equips de tres pilots), individuals per a cada categoria (definida en funció de la cilindrada de la motocicleta) i l'absoluta -coneguda com a scratch- en la qual s'inclouen els resultats de tots els participants independentment de la cilindrada de la seva moto.
El 1985 hi havia establertes cinc categories (o "classes") individuals:
- 80: motocicletes 80 cc.
- 125: Motocicletes més de 80 i fins a 125 cc.
- 250: motocicletes de més de 125 i fins a 250 cc.
- 500: Motocicletes de més de 250 i fins a 500 cc.
- 4T: Motocicletes de més de 500 cc i motor de quatre temps.

Tot i així, la classificació més rellevant als ISDE són els dos trofeus per equips estatals. Els pilots que competeixen pel Trofeu FIM han de concórrer en almenys tres cilindrades diferents (per exemple pot haver-n'hi dos a 80cc, un a 125cc i tres a 500cc) i se sumen les puntuacions de tots ells. Per optar a la victòria, l'equip ha de mantenir en cursa tants pilots com l'equip que n'hi mantingui més. Pel que fa al Trofeu Júnior (antic Vas de Plata), cal concórrer com a mínim en dues cilindrades diferents.
Les motocicletes d'enduro dels participants, a més, són especialment controlades i vigilades pels comissaris esportius designats per l'organització de la prova i per la FIM, havent-se d'ajustar a una estricta normativa. La vigent el 1985 obligava les motos a complir els següents paràmetres:
- Estar matriculades al país d'origen, amb la documentació en regla i, per tant, adequades al Codi de la Circulació i d'acord amb els requisits d'homologació respectius.
- No superar el límit de fonometria de 96 decibels.
- Fer servir els pneumàtics del tipus anomenat "ecològic". Es tracta d'un model de pneumàtic que elimina gairebé completament el desgast de la capa superficial del sòl, i que la FIM exigia des de poc abans dels ISDE de 1985.

Qualsevol incorrecció en un d'aquests apartats suposa l'exclusió immediata del participant. Igualment està penalitzat amb l'exclusió immediata el fet de sortir del recorregut senyalitzat per l'organització. Els ISDE, a més, a banda de premiar la regularitat, el pilotatge i l'orientació dels pilots, exigeixen d'aquests unes bones dots mecàniques, ja que són ells mateixos els qui han d'efectuar les reparacions que calguin a les seves motos.

## Participants
Durant la dècada de 1980, als ISDE hi competien habitualment al voltant de quatre-cents pilots de més d'una trentena de països diferents. Per a l'edició de 1985 s'esperaven equips d'arreu d'Europa i fins i tot dels EUA (36 pilots d'aquest país assistiren a Alp), Canadà, Austràlia, Mèxic i altres països llunyans. En total eren 24 països inscrits, alguns d'ells debutants als ISDE, com ara Andorra i Portugal. Com a mostra de la duresa d'aquesta prova, cap dels pilots presentats per aquest darrer país aconseguí acabar ni tan sols el primer dia.

### Favorits
Entre els equips estatals inscrits, els més potents i, en principi, els favorits de cara a la victòria eren els ja consagrats de feia anys: Itàlia, Txecoslovàquia i la RDA, sense menystenir Suècia, la RFA o el Regne Unit. D'entre aquests, el resultat més sorprenent fou el de Txecoslovàquia (històricament una potència en els ISDE), enfonsada de forma inesperada a la classificació final.
Pel que fa als pilots, els considerats a priori amb més possibilitats de cara al resultat final eren aquests:

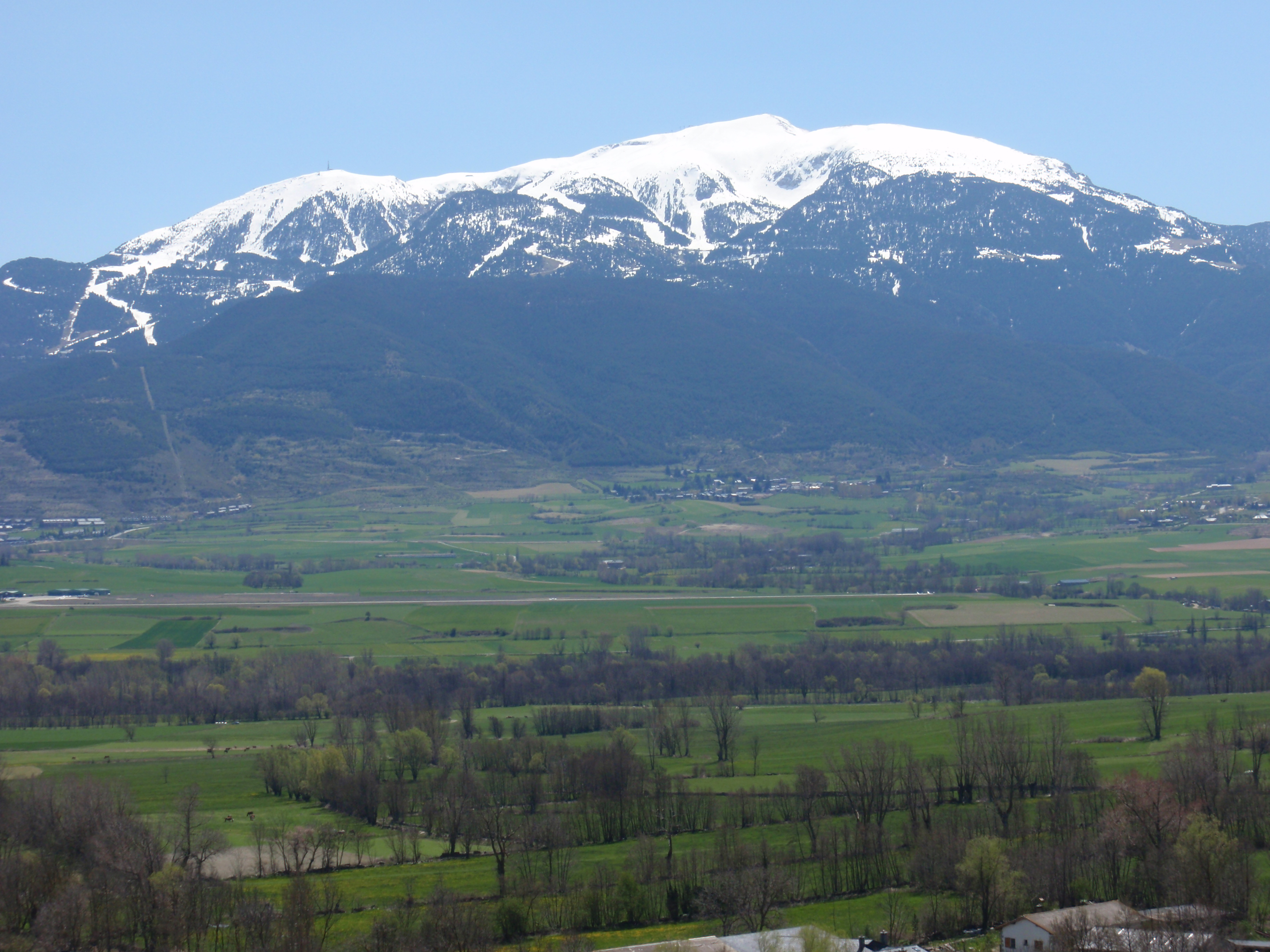
La Tosa d'Alp vista des de Ger, amb el pla de la Baixa Cerdanya enmig

- Stefano Passeri (Itàlia). A només 19 anys, Passeri es proclamà campió d'Europa de 80cc el 1985 de forma aclaparadora amb la seva Accossato, després d'haver-hi debutat l'any anterior. El 1984 va debutar també als ISDE, aconseguint-hi la sisena posició.
- Rolf Hübler (RDA). Un dels millors de les darreres temporades en la categoria de 125cc, component de feia anys de l'equip de la RDA. Havia aconseguit el subcampionat mundial el 1983 i el campionat d'Europa el 1984 i 1985.
- Harald Sturm (RDA). Els seus tres títols europeus consecutius li valgueren el sobrenom de "Torpede Sturm". Sempre participant en la categoria de 250cc, Sturm era l'home a batre pel seu efectiu i ràpid pilotatge i per la gran fiabilitat de la seva MZ.
- Jens Scheffler (RDA). A només 23 anys ja acumulava tres campionats europeus consecutius en 500cc.
- Thomas Gustavsson (Suècia). El més veterà de l'equip suec. El 1983 havia format part de l'equip guanyador del Trofeu FIM i el 1985 guanyà el títol europeu de 4T amb una Husqvarna refrigerada per aigua.
- Carles Mas (Catalunya). Considerat el millor pilot català, havia guanyat set campionats d'Espanya seguits i havia protagonitzat bones actuacions a nivell internacional, acumulant cinc medalles als ISDE. Aquella fou la darrera temporada que Mas competí com a oficial de Montesa.[15]
- Pierfranco Muraglia (Itàlia). Un dels pilots més espectaculars, Chicco Muraglia tenia dos campionats europeus en 80cc, destacant per les seves acrobàcies.
- Jiri Cisar (Txecoslovàquia). Fill de l'històric Josef Cisar, era un dels millors pilots del món tot i no haver guanyat cap títol internacional.
- Sven-Erik Jönsson (Suècia). Estava catalogat com al pilot més ràpid del món. Als ISDE de 1983 havia portat Suècia a guanyar el Trofeu Mundial FIM alhora que guanyava la categoria de 500cc i la victòria "scratch". El 1985 havia estat subcampió europeu sense seguir tot el campionat i aconseguint quatre victòries absolutes en les darreres proves.
- Horst Geißenhöner (RDA). Havia assolit la victòria en 80cc als ISDE del País de Gal·les de 1983 i als dels Països Baixos de 1984.
- Emil Cunderlik (Txecoslovàquia). Puntal del seu equip estatal, aquell 1985 havia estat a punt de guanyar el títol europeu de 250cc i el perdé per un daltabaix a la darrera prova del campionat.
- Simon Schram (Països Baixos). Era l'actual campió mundial en la categoria de 4T (títol aconseguit als ISDE de l'any anterior, al seu país) i tercer al campionat europeu de 1985.

Finalment, però, alguns dels pilots que destacaren en cursa eren fins al moment quasi desconeguts, entre ells el mateix vencedor absolut, Gilles Lalay, o el francès Stéphane Peterhansel, qui tot i debutar en uns ISDE aconseguí les millors "cronos" (cronometrades) tres dies seguits i la victòria scratch el quart dia (tot i que, en rebre diverses penalitzacions per manca d'experiència, no aconseguí una bona classificació final). D'altra banda, Alessandro Gritti (una llegenda de l'enduro), tot hi participar-hi a 37 anys com a pilot privat encara aconseguí excel·lents resultats a les cronos. També mereix especial esment l'actuació dels catalans, detallada tot seguit.

### Participació catalana
Als ISDE de la Cerdanya hi havia dues seleccions estatals integrades per pilots dels Països Catalans: d'una banda Andorra, que hi participa per primera vegada (amb la Federació Andorrana de Motociclisme tot just acabada de crear) i, de l'altra, Espanya. Com era habitual, els dos equips oficials presentats per la RFME estaven compostos per catalans (els dominadors de l'enduro a la península Ibèrica), acompanyats cadascun en aquesta ocasió per un pilot castellà. L'actuació d'ambdós combinats estatals fou del tot inesperada i se saldà amb els dos respectius subcampionats, superant seleccions en teoria molt més potents, tant en un trofeu com en l'altre. Cal dir que l'equip del Trofeu Júnior estigué a punt de guanyar el títol (quedà segon per ben poc) i obtingué de passada el Trofeu Watling a l'equip revelació. A més a més, Francesc Rubio aconseguí el subcampionat mundial en 80cc. En total, 22 pilots inscrits de l'estat espanyol acabaren la prova amb medalla d'or, argent o bronze.
La composició del dos equips oficials de la RFME era la següent:

#### Trofeu FIM
- Seleccionador: Narcís Casas
- Patrocinador: La Caixa

| Pilot            | Població                   | Edat | Motocicleta            | Categoria |
| ---------------- | -------------------------- | ---- | ---------------------- | --------- |
| Pep Vila         | Manresa (Bages)            | 27   | Puch                   | 80cc      |
| Francesc Rubio   | Premià de Mar (Maresme)    | 22   | Rieju MR 80            | 80cc      |
| Jordi Girona     | Reus (Baix Camp)           | ?    | Alfer                  | 125cc     |
| Ferran Gil       | Vimbodí (Conca de Barberà) | 28   | ARM                    | 250cc     |
| Carles Mas       | Barcelona                  | 27   | Montesa Enduro 370 PRS | 500cc     |
| Guillermo Moreno | Madrid (Espanya)           | ?    | Maico                  | 500cc     |

Notes
1. ↑  S'indica la població on residia al moment de la celebració de la prova
2. ↑  Quan es coneix, s'indica l'edat que tenia al moment de la celebració de la prova

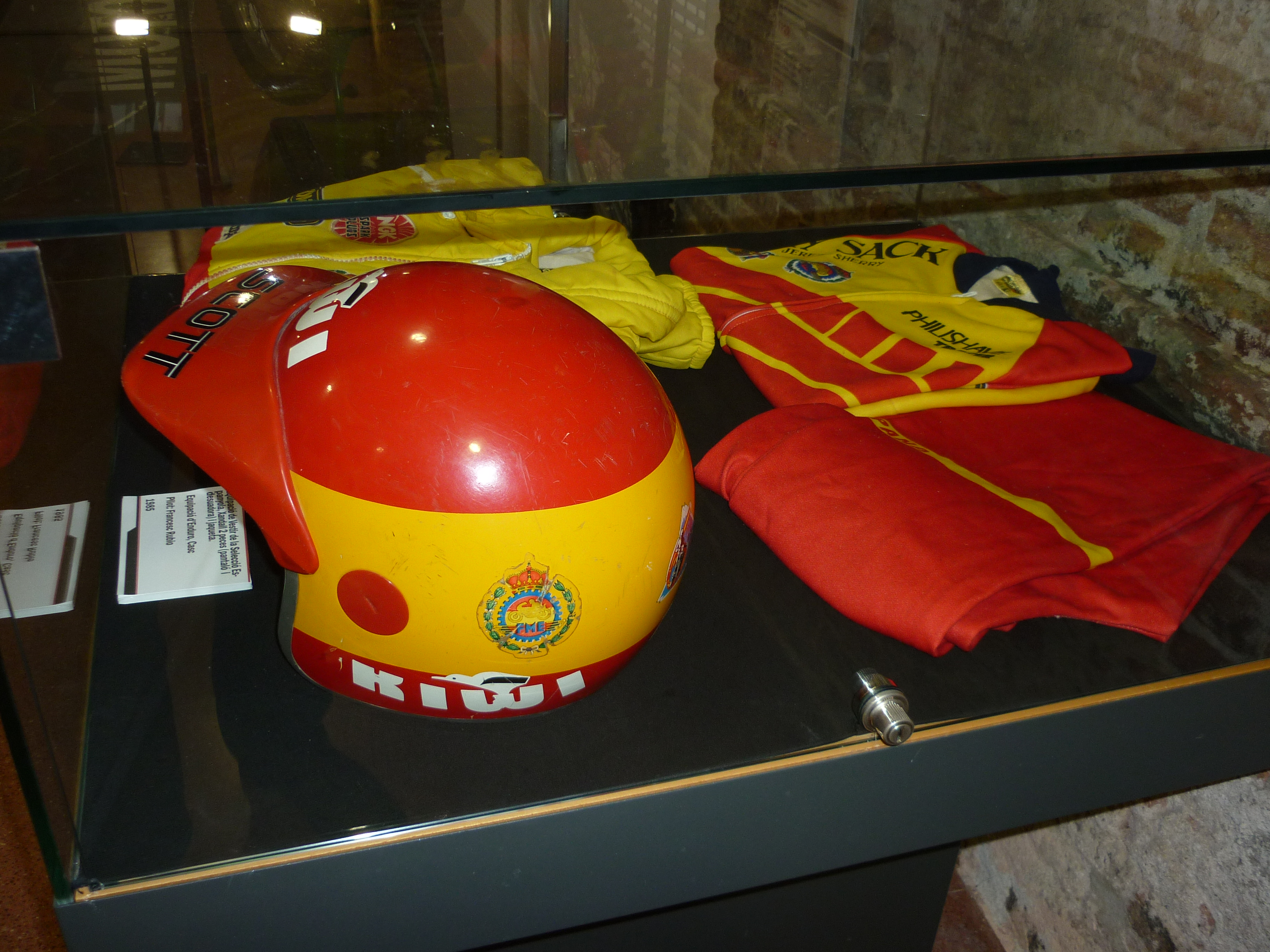
La indumentària oficial que vestien els components de l'equip estatal als ISDE de 1985

D'entre tots, Mas era el més expert en competició internacional i exercia de "capità" de l'equip. Rubio, en canvi, era l'únic debutant i, fins aleshores, ni tan sols havia corregut fora de la península (deu dies després dels ISDE, Rubio guanyà el seu primer campionat estatal a Ripoll). Cal dir que, de tots ells, el més desafortunat fou Ferran Gil, perjudicat per nombroses avaries durant la prova.
Pel que fa al seleccionador, O Rei Casas, s'ha dit que aportà modernitat i professionalitat a l'equip. Per a encarar el procés de selecció dels components d'aquest equip (i del Trofeu Júnior), Casas i Toni López organitzaren unes estades per a 50 pilots, de les quals en sortiren els equips definitius i, de passada, tres formacions més d'equips de club i alguns altres que hi participaren per lliure.

#### Trofeu Júnior
- Seleccionador: Ton Marsinyach

| Pilot          | Població         | Categoria |
| -------------- | ---------------- | --------- |
| Agustí Vall    | Navàs (Bages)    | 250cc     |
| Oscar Gallardo | Madrid (Espanya) | 250cc     |
| David Colom    | El Bruc (Anoia)  | 500cc     |
| Jordi Riera    | ?                | 500cc     |

Cap d'ells no tenia experiència internacional. Agustí Vall, a més, tot i ser un expert pilot de motocròs era pràcticament un debutant en la modalitat de l'enduro.

#### Precedents
Fins a 1985, les millors actuacions als ISDE dels equips de la RFME, compostos històricament gairebé només per pilots catalans, havien estat aquestes:
- 1962, Garmisch-Partenkirchen (RFA): Oriol Puig Bultó i José Sánchez esdevenen els primers catalans a guanyar una medalla d'or als ISDT.[19]
- 1970, El Escorial (Espanya): Els equips de la RFME guanyen 10 medalles, acabant setens al Trofeu i desens al Vas. Ignasi Bultó n'és el millor representant.
- 1976, Zeltweg (Àustria): 7 dels 10 seleccionats aconsegueixen medalla.
- 1978, Värnamo (Suècia): 9 dels 10 seleccionats guanyen medalla. Espanya acaba setena al Vas.
- 1981, Illa d'Elba (Itàlia): 10 seleccionats aconsegueixen medalles, totes d'or i argent.
- 1984, Assen (Països Baixos). El millor resultat dels equips estatals abans de La Cerdanya: cinquens al Vas i un total de 5 medalles.

## L'esdeveniment, dia a dia

### Primer dia
| Dia 1 | Data: | Dilluns 30 de setembre | Sortits: | 396 | Abandonen: | 51 | Arribats: | 345 |

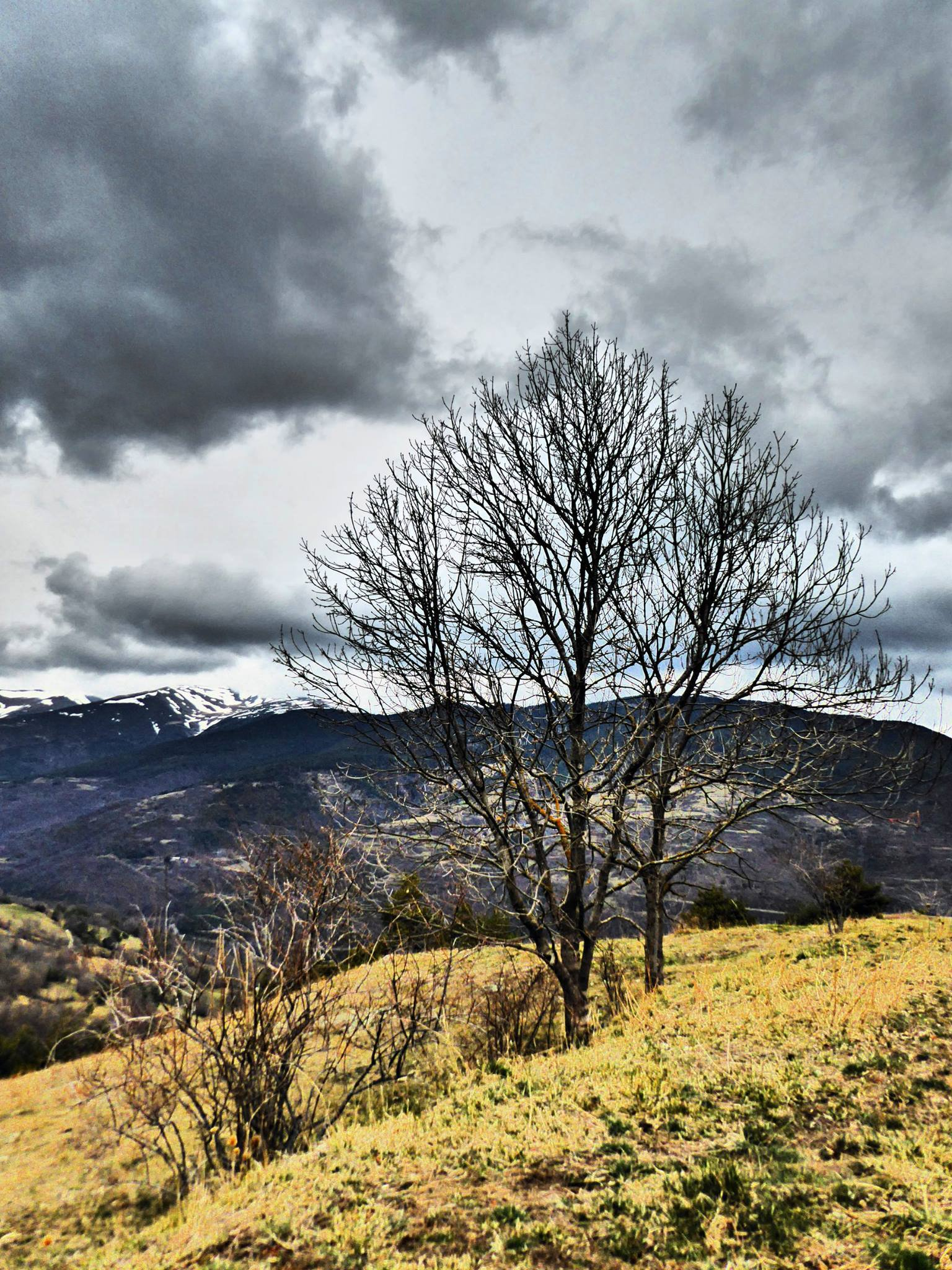
Vista dels prats de Planoles, amb el Pirineu al fons

Dilluns 30 de setembre de 1985 s'estrenava la 60a edició dels ISDE. Romà Cuyás, antic President del COE, presidí l'acte inaugural acompanyat dels batlles dels municipis de la comarca. De cara a aquell primer dia, el recorregut establert anava d'Alp fins a Planoles (Ripollès) i tornava, discorrent quasi sempre per rutes forestals paral·leles a l'aleshores carretera N-152, actual C-17.
El primer pilot a prendre la sortida fou Pep Vila, en possessió del dorsal número u. Un total de 396 pilots varen començar el dia i força més de 40 varen haver d'abandonar al llarg de la jornada. Un dels incidents més destacats fou l'accident de l'italià Francesco Mair, qui hagué de ser evacuat amb helicòpter. D'altra banda, Francesc Rubio acabà la jornada en quarta posició.
- Vencedors individuals:

| Victòria      | Pilot        | Motocicleta | Categoria |
| ------------- | ------------ | ----------- | --------- |
| Absoluta      | Gilles Lalay | Honda       | 250cc     |
| Crono         | Kevin Brown  | Yamaha      | 500cc     |
| Acceleració   | Mats Nilsson | Husqvarna   | 250cc     |
| Trams secrets | Carles Mas   | Montesa     | 500cc     |

- Classificació provisional per equips:

| Posició | Trofeu FIM | Trofeu Júnior |
| ------- | ---------- | ------------- |
| 1       | Suècia     | Espanya       |

### Segon dia
| Dia 2 | Data: | Dimarts 1 d'octubre | Sortits: | 345 | Abandonen: | 20 | Arribats: | 325 |

El segon dia fou força dur, amb recorreguts exigents on hi destacaven unes difícils trialeres que causaren diversos abandonaments. La jornada fou la confirmació del bon començament dels combinats catalans, amb actuacions destacades a tots nivells. A la categoria dels 80cc, Francesc Rubio fou tercer, Joaquim Figueras, setè i Pep Vila, vuitè. Jordi Girona acabà setè en 125cc, Agustí Vall, quart a 250cc i Carles Mas i Jordi Riera, setè i desè respectivament en 500cc.
- Vencedors individuals:

| Victòria      | Pilot                | Motocicleta | Categoria |
| ------------- | -------------------- | ----------- | --------- |
| Absoluta      | Uwe Weber            | MZ          | 250cc     |
| Crono         | Kevin Brown          | Yamaha      | 500cc     |
| Acceleració   | Stéphane Peterhansel | Husqvarna   | 500cc     |
| Trams secrets | Uwe Weber            | MZ          | 250cc     |

- Classificació provisional per equips:

| Posició | Trofeu FIM | Trofeu Júnior |
| ------- | ---------- | ------------- |
| 1       | Itàlia     | RDA           |
| 2       | RDA        | Espanya       |
| 3       | Suècia     | ?             |
| 4       | Espanya    | ?             |

### Tercer dia
| Dia 3 | Data: | Dimecres 2 d'octubre | Sortits: | 325 | Abandonen: | 32 | Arribats: | 293 |

El tercer dia calia completar un circuit de 134 km, a recórrer dues vegades amb la mitjana alta. La duresa de la prova, agreujada per la sequera i la consegüent pols, causà nombroses eliminacions. Durant la jornada, Pere Ponsà patí un accident a causa del qual calgué evacuar-lo amb helicòpter a l'Hospital de la Vall d'Hebron de Barcelona. Agustí Vall, d'altra banda, tingué una forta caiguda a la cronometrada que li va fer perdre 6 minuts, quan anava ben situat en 250cc. Francesc Rubio fou un altre cop tercer en 80cc, seguit de Joaquim Figueras en quarta posició. Als 125cc, Jordi Girona fou setè, Vall 49è als 250cc a causa del seu incident, i Carles Mas, novè als 500cc.
- Vencedors individuals:

| Victòria      | Pilot                | Motocicleta | Categoria |
| ------------- | -------------------- | ----------- | --------- |
| Absoluta      | Tullio Pellegrinelli | Kramit      | 250cc     |
| Crono         | Guillermo Moreno     | Maico       | 500cc     |
| Acceleració   | Stéphane Peterhansel | Husqvarna   | 500cc     |
| Trams secrets | Tullio Pellegrinelli | Kramit      | 250cc     |

Les victòries a les principals categories varen ser per a Pierfranco Muraglia (80cc), Peter Hansson (125cc), Tullio Pellegrinelli (250cc) i Sven-Erik Jönsson (500cc).
- Classificació provisional per equips:

| Posició | Trofeu FIM   | Trofeu FIM | Trofeu Júnior  | Trofeu Júnior |
| Posició | Equip        | Punts      | Equip          | Punts         |
| ------- | ------------ | ---------- | -------------- | ------------- |
| 1       | Itàlia       | 712,48     | RDA            | 895,32        |
| 2       | Suècia       | 753,70     | Espanya        | 1.081,01      |
| 3       | RDA          | 803,73     | Suècia         | 1.288,98      |
| 4       | Espanya      | 1168,32    | Txecoslovàquia | 1.393,93      |
| 5       | Estats Units | 1525,45    | ?              | ?             |

### Quart dia
| Dia 4 | Data: | Dijous 3 d'octubre | Sortits: | 293 | Abandonen: | 30 | Arribats: | 263 |

El recorregut del quart dia discorria per la Baixa Cerdanya i el Ripollès. Durant la jornada, tant Carles Mas com Pep Vila tingueren diverses incidències mecàniques. Com a anècdota negativa del dia, uns desconeguts havien travessat arbres tallats o arbusts enmig d'algun camí, causant més d'una caiguda entre els pilots.
Passats els primers quatre dies, només dos pilots s'havien mantingut amb zero punts de penalització horària: Stefano Passeri i Sven-Erik Jönsson.
- Vencedors individuals:

| Victòria      | Pilot                | Motocicleta | Categoria |
| ------------- | -------------------- | ----------- | --------- |
| Absoluta      | Stéphane Peterhansel | Husqvarna   | 500cc     |
| Crono         | Dennis Larratt       | Honda       | 500cc     |
| Acceleració   | Stéphane Peterhansel | Husqvarna   | 500cc     |
| Trams secrets | Tullio Pellegrinelli | Kramit      | 250cc     |

- Classificació provisional per equips:

| Posició | Trofeu FIM   | Trofeu FIM | Trofeu Júnior  | Trofeu Júnior |
| Posició | Equip        | Punts      | Equip          | Punts         |
| ------- | ------------ | ---------- | -------------- | ------------- |
| 1       | Itàlia       | 819,04     | RDA            | 1.143,37      |
| 2       | Suècia       | 1.143,583  | Espanya        | 1.321,87      |
| 3       | RDA          | 1.624,384  | Suècia         | 1.579,52      |
| 4       | Espanya      | 1.629,865  | Txecoslovàquia | 2.165,05      |
| 5       | Estats Units | 2.447,79   | Itàlia         | 3.100,07      |

### Cinquè dia
| Dia 5 | Data: | Divendres 4 d'octubre | Sortits: | 263 | Abandonen: | 11 | Arribats: | 252 |

Amb poc més de 260 pilots en cursa, el cinquè dia destacà per la calor i la pols abundant. Durant la jornada, l'equip d'Itàlia s'enfonsà (dos dels seus millors pilots abandonaren), perdent així diverses posicions en la classificació general del Trofeu FIM. Gràcies a això, l'equip d'Espanya es col·locà tercer.
- Vencedors individuals:

| Victòria      | Pilot            | Motocicleta | Categoria |
| ------------- | ---------------- | ----------- | --------- |
| Absoluta      | Giorgio Grasso   | Gilera      | 250cc     |
| Crono         | Guillermo Moreno | Maico       | 500cc     |
| Acceleració   | Giorgio Grasso   | Gilera      | 250cc     |
| Trams secrets | Giorgio Grasso   | Gilera      | 250cc     |

- Classificació provisional per equips:

| Posició | Trofeu FIM | Trofeu FIM | Trofeu Júnior  | Trofeu Júnior |
| Posició | Equip      | Punts      | Equip          | Punts         |
| ------- | ---------- | ---------- | -------------- | ------------- |
| 1       | Suècia     | ?          | RDA            | ?             |
| 2       | RDA        | ?          | Espanya        | ?             |
| 3       | Espanya    | ?          | Suècia         | ?             |
| 4       | Itàlia     | ?          | Txecoslovàquia | ?             |

### Sisè dia
| Dia 6 | Data: | Dissabte 5 d'octubre | Sortits: | 252 | Abandonen: | 1 | Arribats: | 251 |

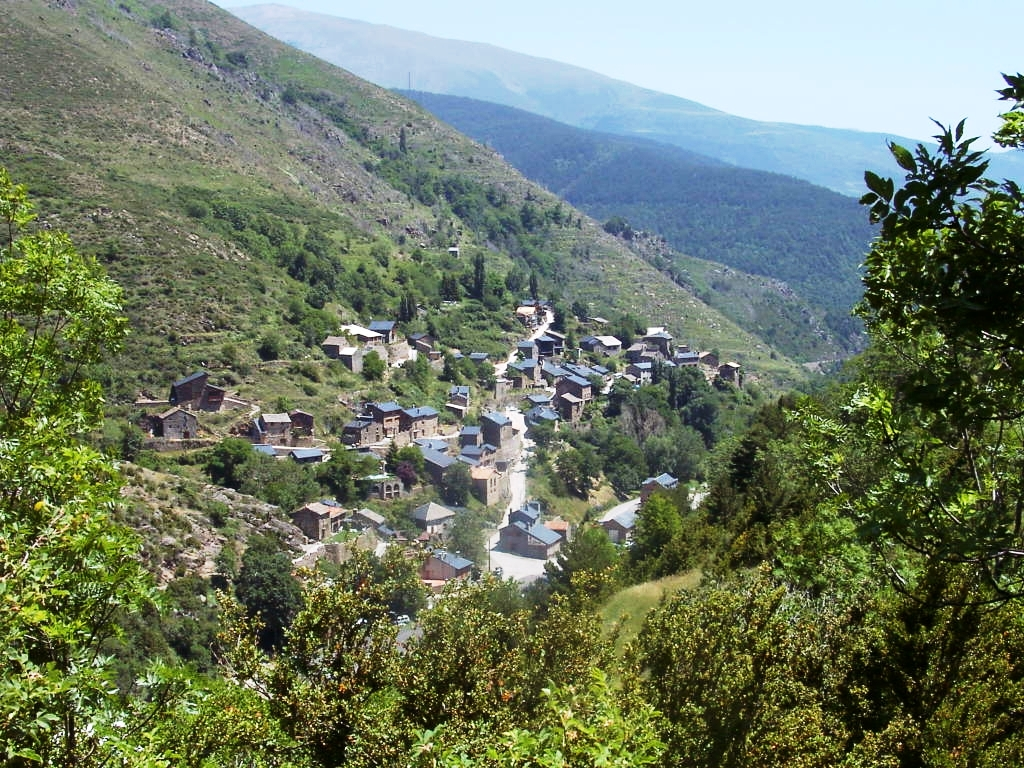
Vista del poble de Toses, on hi ha el Pla d'Anyella

El darrer dia d'aquests ISDE estigué marcat pel fred i un freqüent espurneig (la pluja va caure en diverses ocasions). En ser la darrera jornada, calia completar un curt recorregut de 81 km i disputar després la prova final, la típica cursa de motocròs, celebrada a un circuit de 4,5 km habilitat al Pla d'Anyella (situat a 1.840 m d'altura dins el terme municipal de Toses, al Ripollès). La cursa constava de 6 voltes al circuit, i durant la mateixa l'equip d'Espanya aprofità per desbancar la RDA de la segona posició al Trofeu FIM. Just en acabar la prova, va caure un fort xàfec.
A les cinc de la tarda s'efectuà la cerimònia de lliurament de trofeus i medalles.
- Vencedors individuals:

| Victòria      | Pilot             | Motocicleta       | Categoria         |
| ------------- | ----------------- | ----------------- | ----------------- |
| Absoluta      | Giorgio Grasso    | Gilera            | 250cc             |
| Crono         | Giorgio Grasso    | Gilera            | 250cc             |
| Acceleració   | - No n'hi havia - | - No n'hi havia - | - No n'hi havia - |
| Trams secrets | - No n'hi havia - | - No n'hi havia - | - No n'hi havia - |

- Classificació definitiva per equips:

| Posició | Trofeu FIM     | Trofeu FIM | Trofeu Júnior  | Trofeu Júnior |
| Posició | Equip          | Punts      | Equip          | Punts         |
| ------- | -------------- | ---------- | -------------- | ------------- |
| 1       | Suècia         | 1.792,28   | RDA            | 1.760.50      |
| 2       | Espanya        | 2.788.85   | Espanya        | 2.261.67      |
| 3       | RDA            | 2.900,60   | Suècia         | 2.390.66      |
| 4       | Estats Units   | ?          | Txecoslovàquia | ?             |
| 5       | Txecoslovàquia | ?          | RFA            | ?             |
| 6       | RFA            | ?          | Itàlia         | ?             |
| 7       | Itàlia         | ?          | ?              | ?             |

## Resum: Estadístiques diàries

### Abandonaments
| Dia | Sortits | Abandonen | Arribats |
| --- | ------- | --------- | -------- |
| 1   | 396     | 51        | 345      |
| 2   | 345     | 20        | 325      |
| 3   | 325     | 32        | 293      |
| 4   | 293     | 30        | 263      |
| 5   | 263     | 11        | 252      |
| 6   | 252     | 1         | 251      |

### Victòries

#### Scratch
| Dia | Pilot                | Motocicleta | Categoria |
| --- | -------------------- | ----------- | --------- |
| 1   | Gilles Lalay         | Honda       | 250cc     |
| 2   | Uwe Weber            | MZ          | 250cc     |
| 3   | Tullio Pellegrinelli | Kramit      | 250cc     |
| 4   | Stéphane Peterhansel | Husqvarna   | 500cc     |
| 5   | Giorgio Grasso       | Gilera      | 250cc     |
| 6   | Giorgio Grasso       | Gilera      | 250cc     |

#### Cronos
| Dia | Pilot                | Motocicleta | Categoria |
| --- | -------------------- | ----------- | --------- |
| 1   | Mats Nilsson         | Husqvarna   | 250cc     |
| 2   | Stéphane Peterhansel | Husqvarna   | 500cc     |
| 3   | Stéphane Peterhansel | Husqvarna   | 500cc     |
| 4   | Stéphane Peterhansel | Husqvarna   | 500cc     |
| 5   | Giorgio Grasso       | Gilera      | 250cc     |
| 6   | Giorgio Grasso       | Gilera      | 250cc     |

#### Acceleracions
| Dia | Pilot             | Motocicleta       | Categoria         |
| --- | ----------------- | ----------------- | ----------------- |
| 1   | Kevin Brown       | Yamaha            | 500cc             |
| 2   | Kevin Brown       | Yamaha            | 500cc             |
| 3   | Guillermo Moreno  | Maico             | 500cc             |
| 4   | Dennis Larratt    | Honda             | 500cc             |
| 5   | Guillermo Moreno  | Maico             | 500cc             |
| 6   | - No n'hi havia - | - No n'hi havia - | - No n'hi havia - |

#### Trams secrets
| Dia | Pilot                | Motocicleta       | Categoria         |
| --- | -------------------- | ----------------- | ----------------- |
| 1   | Carles Mas           | Montesa           | 500cc             |
| 2   | Uwe Weber            | MZ                | 250cc             |
| 3   | Tullio Pellegrinelli | Kramit            | 250cc             |
| 4   | Tullio Pellegrinelli | Kramit            | 250cc             |
| 5   | Giorgio Grasso       | Gilera            | 250cc             |
| 6   | - No n'hi havia -    | - No n'hi havia - | - No n'hi havia - |

## Classificacions finals

### Individuals

#### 80cc

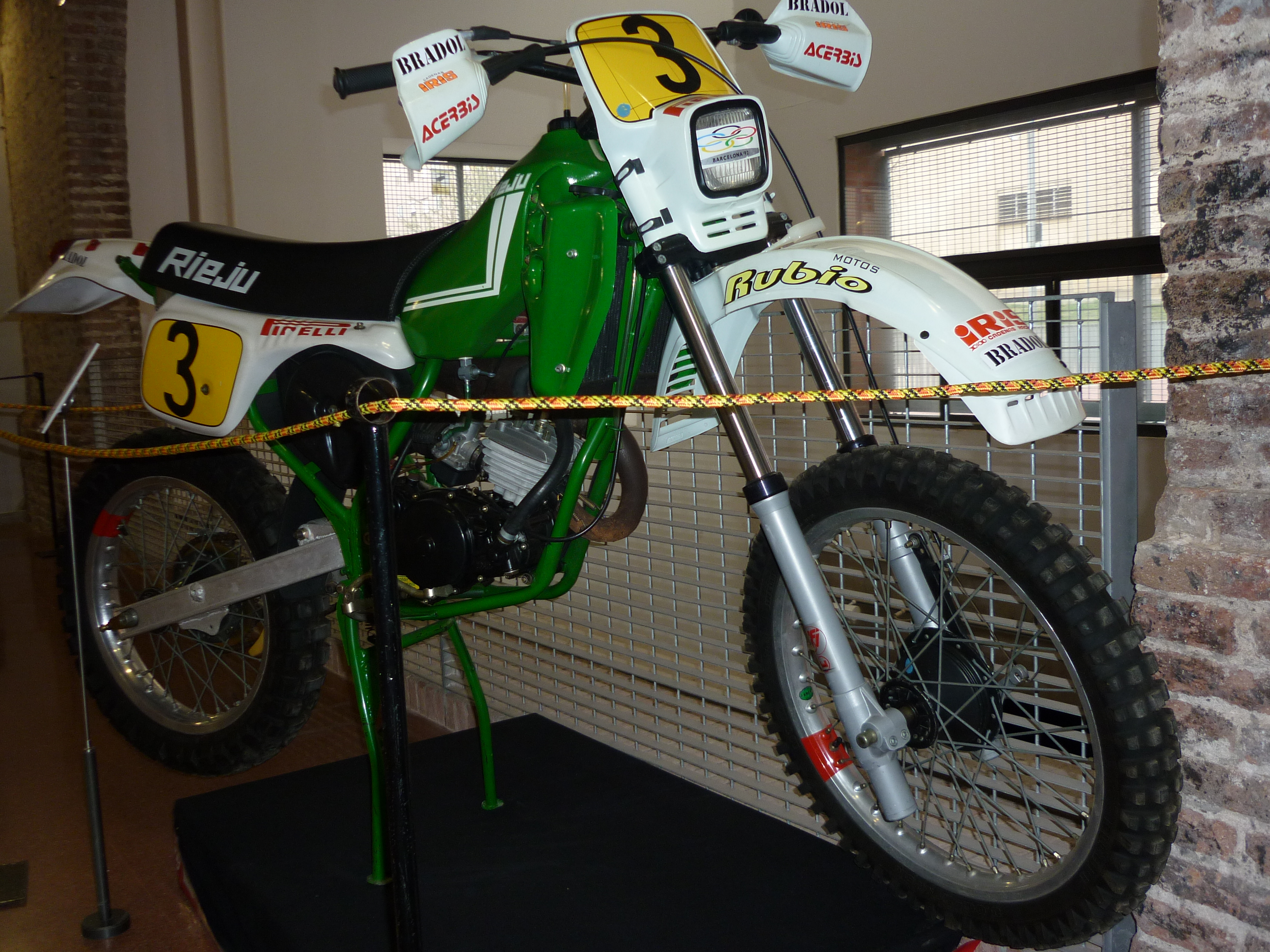
La Rieju MR 80 que pilotà Francesc Rubio als ISDE de 1985

| Posició | Pilot               | Motocicleta |
| ------- | ------------------- | ----------- |
| 1       | Pierfranco Muraglia | Accossato   |
| 2       | Francesc Rubio      | Rieju       |
| 3       | Stefano Passeri     | Accossato   |
| 4       | Zbigniew Przybyla   | Simson      |
| 5       | Joaquim Figueras    | Rieju       |
| 6       | Jens Thalmann       | Simson      |
| 7       | Gianmarco Rossi     | TM          |
| 8       | Pep Vila            | Puch        |
| 9       | José Lopez          | Puch        |
| 10      | David Fillat        | Rieju       |

#### 125cc
| Posició | Pilot            | Motocicleta |
| ------- | ---------------- | ----------- |
| 1       | Renato Pegurri   | TM          |
| 2       | Enrico Zuffa     | KTM         |
| 3       | Mario Milani     | Puch        |
| 4       | Rolf Hübler      | Simson      |
| 5       | Joachim Sauer    | KTM         |
| 6       | Peter Hansson    | Husqvarna   |
| 7       | Dennis Zijlstra  | Honda       |
| 8       | Jordi Girona     | Alfer       |
| 9       | Bernd Lämmel     | Simson      |
| 10      | Thierry Magnaldi | Kawasaki    |

#### 250cc
| Posició | Pilot             | Motocicleta |
| ------- | ----------------- | ----------- |
| 1       | Gilles Lalay      | Honda       |
| 2       | Derrick Edmondson | Honda       |
| 3       | Luigi Medardo     | Puch        |
| 4       | Harald Sturm      | MZ          |
| 5       | Jiri Cisar        | Jawa        |
| 6       | Agustí Vall       | KTM         |
| 7       | Oscar Gallardo    | KTM         |
| 8       | Bernd Theuring    | KTM         |
| 9       | Libor Podmol      | Jawa        |
| 10      | Mats Nilsson      | Husqvarna   |

1. ↑  Gilles Lalay fou el guanyador Scratch (absolut) dels Sis Dies

#### 500cc

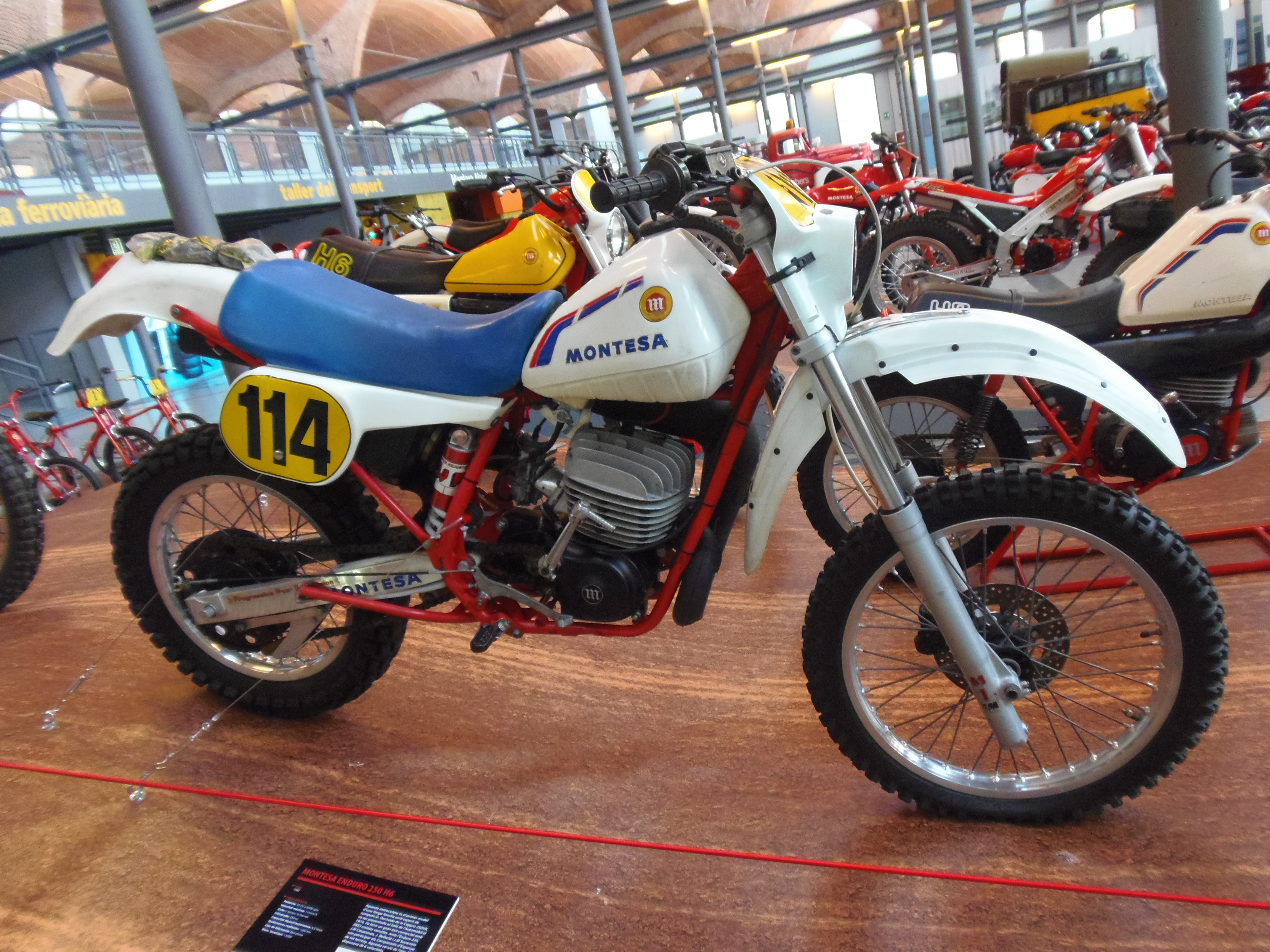
La Montesa Enduro 360 H7 "PRS" que pilotà Carles Mas als ISDE de 1985

| Posició | Pilot             | Motocicleta |
| ------- | ----------------- | ----------- |
| 1       | Bohumil Poslední  | Jawa        |
| 2       | Sven-Erik Jönsson | Husqvarna   |
| 3       | Andreas Cyffka    | MZ          |
| 4       | Dick Wicksell     | Husqvarna   |
| 5       | Carles Mas        | Montesa     |
| 6       | Hålan Lundberg    | Husqvarna   |
| 7       | Otakar Kotrba     | Jawa        |
| 8       | G. Jones          | Husqvarna   |
| 9       | Guillermo Moreno  | Maico       |
| 10      | Dave Bertram      | Husqvarna   |

#### 4T
| Posició | Pilot              | Motocicleta |
| ------- | ------------------ | ----------- |
| 1       | Guglielmo Andreini | Husqvarna   |
| 2       | Larry Roeseler     | Husqvarna   |
| 3       | Stanislav Zloch    | Jawa        |
| 4       | Thomas Gustavsson  | Husqvarna   |
| 5       | J. Andersson       | Husqvarna   |
| 6       | J. Howes           | Yamaha      |
| 7       | R Promberg         | Husqvarna   |
| 8       | D. August          | Husqvarna   |
| 9       | U. Huber           | Husqvarna   |
| 10      | G. Hanz            | KTM         |

#### Resultats dels pilots catalans

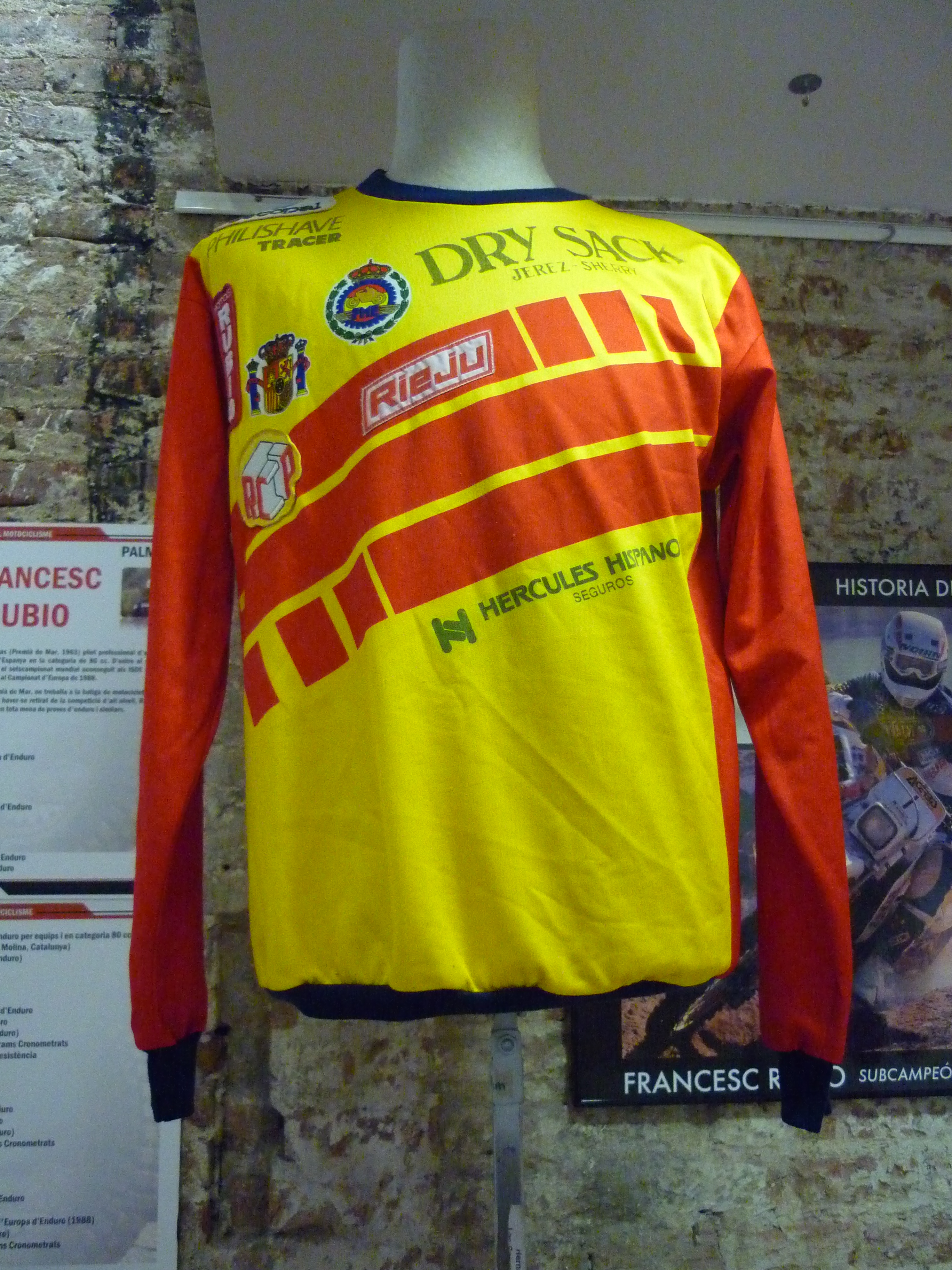
Francesc Rubio portà aquesta samarreta durant els ISDE de 1985

Tot seguit es relacionen els resultats de tots els pilots del Principat que aconseguiren acabar la prova:
| Categoria | Posició | Pilot                | Medalla |
| --------- | ------- | -------------------- | ------- |
| 80cc      | 2n      | Francesc Rubio       | Or      |
| 80cc      | 5è      | Joaquim Figueras     | Or      |
| 80cc      | 8è      | Pep Vila             | Or      |
| 80cc      | 10è     | David Fillat         | Argent  |
| 80cc      | 15è     | Baldiri Olivé        | Bronze  |
| 125cc     | 8è      | Jordi Girona         | Or      |
| 250cc     | 6è      | Agustí Vall          | Or      |
| 250cc     | 37è     | Ferran Gil           | Argent  |
| 250cc     | 53è     | Andreu González      | Argent  |
| 250cc     | 58è     | Joan Canamases       | Argent  |
| 250cc     | 61è     | Josep Maria Pibernat | Bronze  |
| 250cc     | 68è     | Carles Sotelo        | Bronze  |
| 250cc     | 92è     | Jordi Soler          | Bronze  |
| 250cc     | 93è     | Álvaro Gassol        | Bronze  |
| 500cc     | 5è      | Carles Mas           | Or      |
| 500cc     | 12è     | David Colom          | Or      |
| 500cc     | 27è     | Jordi Riera          | Argent  |
| 500cc     | 62è     | Valentí Fargas       | Bronze  |

### Per equips
| Posició | Equip        | Pilots            |
| ------- | ------------ | ----------------- |
| 1       | Suècia       | Peter Hansson     |
| 1       | Suècia       | Per Grönberg      |
| 1       | Suècia       | Dick Wicksell     |
| 1       | Suècia       | Sven-Erik Jönsson |
| 1       | Suècia       | Hålan Lundberg    |
| 1       | Suècia       | Thomas Gustavsson |
| 2       | Espanya      | Pep Vila          |
| 2       | Espanya      | Francesc Rubio    |
| 2       | Espanya      | Jordi Girona      |
| 2       | Espanya      | Ferran Gil        |
| 2       | Espanya      | Carles Mas        |
| 2       | Espanya      | Guillermo Moreno  |
| 3       | RDA          | Jens Thalmann     |
| 3       | RDA          | Rolf Hübler       |
| 3       | RDA          | Uwe Weber         |
| 3       | RDA          | Harald Sturm      |
| 3       | RDA          | Jochen Schutzler  |
| 3       | RDA          | Reinhard Klädtke  |
| 4       | Estats Units | Brian Mull        |
| 4       | Estats Units | John Martin       |
| 4       | Estats Units | Jeff Fredette     |
| 4       | Estats Units | Dave Bertram      |
| 4       | Estats Units | Geoff Ballard     |
| 4       | Estats Units | Larry Roeseler    |
| 5       | Regne Unit   | Nigel Finnigan    |
| 5       | Regne Unit   | Derrick Edmondson |
| 5       | Regne Unit   | Alan Bates        |
| 5       | Regne Unit   | D. Kerr           |
| 5       | Regne Unit   | G. Jones          |
| 5       | Regne Unit   | J. Howes          |

| Posició | Equip          | Pilots               |
| ------- | -------------- | -------------------- |
| 1       | RDA            | Andreas Cyffka       |
| 1       | RDA            | Mike Heydenreich     |
| 1       | RDA            | Jens Grüner          |
| 1       | RDA            | Udo Grellmann        |
| 2       | Espanya        | Agustí Vall          |
| 2       | Espanya        | Oscar Gallardo       |
| 2       | Espanya        | David Colom          |
| 2       | Espanya        | Jordi Riera          |
| 3       | Suècia         | L. G. Stall          |
| 3       | Suècia         | C. Jonsson           |
| 3       | Suècia         | Mats Nilsson         |
| 3       | Suècia         | B. Sjöberg           |
| 4       | Txecoslovàquia | Václav Kroupa        |
| 4       | Txecoslovàquia | Jan Hrehor           |
| 4       | Txecoslovàquia | Vladimír Buš         |
| 4       | Txecoslovàquia | Otakar Kotrba        |
| 5       | Itàlia         | Stefano Passeri      |
| 5       | Itàlia         | Enrico Zuffa         |
| 5       | Itàlia         | Tullio Pellegrinelli |
| 5       | Itàlia         | Giorgio Grasso       |